# Zemaljska kršćansko-socijalna stranka
Zemaljska kršćansko-socijalna stranka (mađ. Országos Keresztényszocialista Párt) je bila stranka u Kraljevini Ugarskoj.
Osnovana je 1907., a postojala je do 1918.
Iste godine kad je osnovana, osnovan je i njen ogranak u Bačkoj. 
Nakon što Bunjevačka stranka nije polučila uspjeha, ova stranka je naišla na masovni odaziv među bačkim Hrvatima, posebice zahvaljujući zalaganju svećenika Blaška Rajića i Lajče Budanovića. 
Jedno vrijeme ih je i podupirao list Neven, zbog toga što se razočarao u odnos ove stranke prema nacionalnim interesima bačkih Hrvata, okrenuo od ove stranke i počelo ju napadati.
Njeno glasilo u Subotici su bile Naše novine.

## Vanjske poveznice
- (mađ.) Magyar Katolikus Lexikon Országos Keresztényszocialista Párt